# Pudong Shangri-La Hotel
Le Pudong Shangri-La Hotel  est un gratte-ciel de 100 mètres de hauteur construit à Shanghai de 1996 à 1998. Il abrite sur 30 étages un hôtel de la chaine Shangri-La Hotels and Resort
L'architecte est l'agence d'architecture japonaise Kanko Kikaku Sekkeisha (KKS Group)